# Communauté de communes du Pays de Conches
Die Communauté de communes du Pays de Conches ist ein französischer Gemeindeverband mit der Rechtsform einer Communauté de communes im Département Eure in der Region Normandie. Sie wurde am 31. Dezember 1992 gegründet und umfasst 25 Gemeinden. Der Verwaltungssitz befindet sich im Ort Conches-en-Ouche.

## Mitgliedsgemeinden
| Gemeinde                                  | Einwohner 1. Januar 2022 | Fläche km² | Dichte Einw./km² | Code INSEE | Postleitzahl |
| ----------------------------------------- | ------------------------ | ---------- | ---------------- | ---------- | ------------ |
| Aulnay-sur-Iton                           | 707                      | 1,53       | 462              | 27023      | 27180        |
| Beaubray                                  | 338                      | 15,43      | 22               | 27047      | 27190        |
| Burey                                     | 402                      | 5,40       | 74               | 27120      | 27190        |
| Champ-Dolent                              | 63                       | 2,28       | 28               | 27141      | 27190        |
| Claville                                  | 1.068                    | 17,66      | 60               | 27161      | 27180        |
| Collandres-Quincarnon                     | 254                      | 7,98       | 32               | 27162      | 27190        |
| Conches-en-Ouche                          | 4.860                    | 16,72      | 291              | 27165      | 27190        |
| Faverolles-la-Campagne                    | 154                      | 4,71       | 33               | 27235      | 27190        |
| Ferrières-Haut-Clocher                    | 1.119                    | 11,38      | 98               | 27238      | 27190        |
| Gaudreville-la-Rivière                    | 228                      | 6,73       | 34               | 27281      | 27190        |
| Glisolles                                 | 851                      | 10,92      | 78               | 27287      | 27190        |
| La Bonneville-sur-Iton                    | 2.045                    | 4,00       | 511              | 27082      | 27190        |
| La Croisille                              | 409                      | 5,40       | 76               | 27189      | 27190        |
| La Ferrière-sur-Risle                     | 201                      | 0,24       | 838              | 27240      | 27760        |
| Le Fidelaire                              | 1.016                    | 33,55      | 30               | 27242      | 27190        |
| Le Val-Doré                               | 883                      | 20,17      | 44               | 27447      | 27190        |
| Louversey                                 | 506                      | 10,73      | 47               | 27374      | 27190        |
| Nagel-Séez-Mesnil                         | 334                      | 11,72      | 28               | 27424      | 27190        |
| Nogent-le-Sec                             | 429                      | 10,11      | 42               | 27436      | 27190        |
| Ormes                                     | 460                      | 14,10      | 33               | 27446      | 27190        |
| Portes                                    | 260                      | 9,44       | 28               | 27472      | 27190        |
| Saint-Élier                               | 404                      | 2,32       | 174              | 27535      | 27190        |
| Sainte-Marthe                             | 491                      | 17,50      | 28               | 27568      | 27190        |
| Sébécourt                                 | 462                      | 14,80      | 31               | 27618      | 27190        |
| Tilleul-Dame-Agnès                        | 197                      | 5,12       | 38               | 27640      | 27170        |
| Communauté de communes du Pays de Conches | 18.141                   | 259,94     | 70               | –          | –            |

## Änderungen im Gemeindebestand
2018:
- 1. Januar: Fusion Le Fresne, Le Mesnil-Hardray und Orvaux → Le Val-Doré